# Ла-Бе
Ла-Бе (фр. La Baie; букв. «залив») — город (до 2001 г.), а ныне один из трёх городских районов (округов) агломерации Сагеней в провинции Квебек, Канада. Расположен в нижнем течении р. Сагеней. Включает в свой состав три микрорайона: Гранд-Бе, Баговиль и Порт-Альфред. Ла-Бе было основано в 1838 г. так называемым обществом Двадцати Одного (фр. Société des vingt-et-un), заинтересованным в добыче местной разновидности сосны. Долгое время основными занятиями колонистов были лесозаготовка, лесопереработка, позднее также выплавка алюминия. Современное население составляет 19 639 чел. (2006 г., перепись), из которых 98 % составляют франкофоны.
До 2004 года крупнейшим работодателем была бумажная фабрика Abitibi-Consolidated (англ.).
Производство алюминия компании Rio Tinto Alcan.